# Nagyhalmágy
Nagyhalmágy (románul: Hălmagiu) falu Romániában, Arad megyében.

## Nevének eredete
Neve a magyar halom szó -gy képzős alakjából való. 1390-ben Halmag, 1445-ben Halmaghfalwa, 1680-ban először Nagy Halmágy néven említették.

## Földrajz

### Fekvése, domborzat
Az Erdélyi-szigethegységben, a Halmágyi-medencében, Brádtól 28 kilométerre északnyugatra, a Fehér-Körös mellett, az E76-os út mentén fekszik. A medencét hat–nyolcszáz méteres tengerszint feletti magasságú hegyek veszik körül. A község területének 43%-a erdő.

## Népesség

### A népességszám változása
| 1850 | 1080 | 27  |
| 1881 | 1106 | 177 |
| 1900 | 1235 | 236 |
| 1920 | 1219 | 102 |
| 1941 | 1146 | 41  |
| 1966 | 1076 | 26  |
| 1976 | 1126 | 6   |
| 1992 | 1200 | 6   |
| 2002 | 1152 | 1   |

### Etnikai és vallási megoszlás
- 1880-ban 1106 lakosából 853 volt román, 177 magyar, 33 német és 42 egyéb (cigány) anyanyelvű; 919 ortodox, 99 római katolikus, 65 zsidó, 33 református és 31 görögkatolikus vallású.
- 2002-ben 1152 lakosából 1151 volt román nemzetiségű; 1084 ortodox, 31 pünkösdi és 25 baptista vallású.

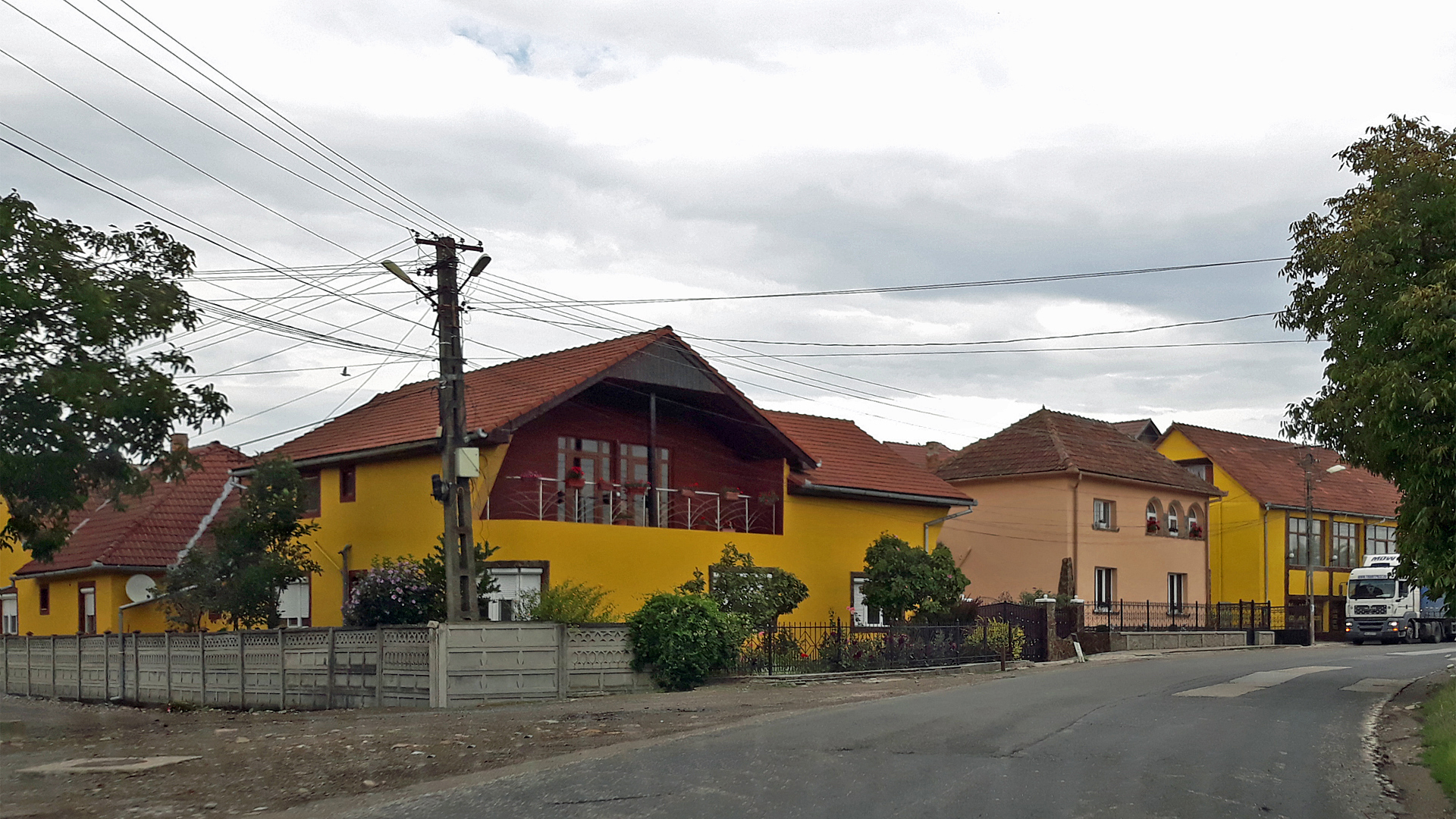
Utcakép

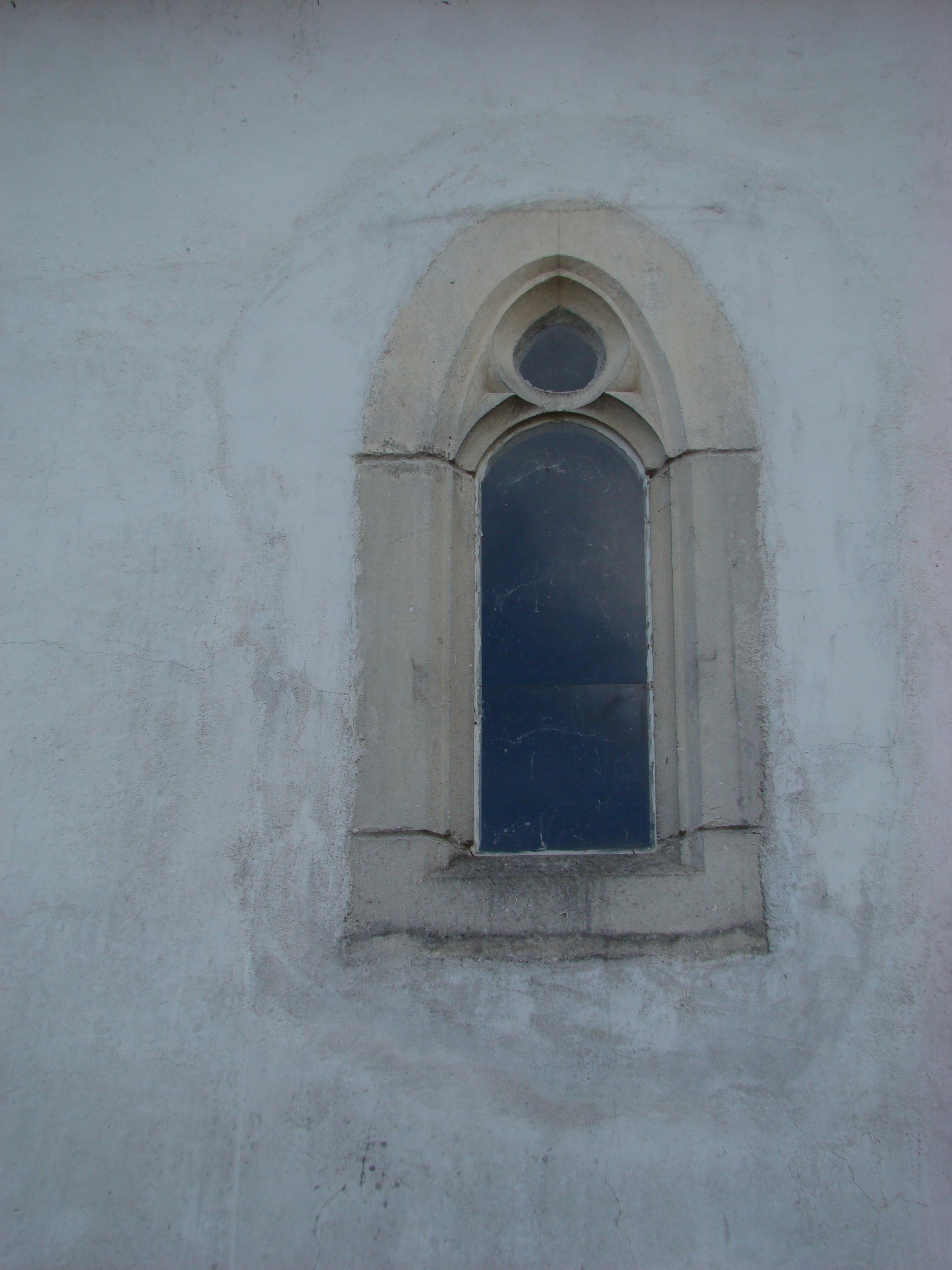

## Története
1390-ben már kerület székhelyeként szerepel, melynek élén 1451–53-ig egy bizonyos Moga vajda állt. Az ő leszármazottai, a Moga család a 19. századig jelentős szerepet játszottak a vidék életében. A 15. században a világosi uradalomhoz tartozó mezőváros volt, pallosjoggal. Várkastély is állt benne, amely 1706-ban, a kuruc–labanc harcok idején pusztult el. 1561-ben Báthori András és a Moga család birtokolta. Környéke a 17. században gyakran szenvedett a török portyáktól. 1702-ben 29 határőrből álló helyőrség állomásozott a várban. A 18. század elejétől kincstári uradalom székhelye volt. 1709-től vámhivatal működött benne. 1720-ban egy nemesi és harminc jobbágycsaláddal írták össze. Már Zaránd vármegye 1746-os megcsonkítása előtt a megye egyik kerületének székhelye volt. 1746 után járási székhely előbb Zaránd, majd 1876-tól Arad vármegyében. 1747 és 54 között a hatóságok megújuló próbálkozásokat folytattak a vidék ortodox lakói erőszakos katolizására. Végül, részben politikai meggondolásokból felhagytak a térítésekkel. Ortodox espereseinek névsorát 1750-től ismerjük. Központjában 1758-ban az uradalom épületei álltak: úriszék, katolikus kápolna és paplak, mészárszék, őrház, tömlöc, malom és kocsma. Évi három országos vásárt tartott: az ónaptár szerinti Tódor napját, az áldozócsütörtököt és a kisboldogasszonyt követő szombaton. Későbbi följegyzések szerint  ezeken, de a hetivásárain is főleg a környékbeliek adtak el szarvasmarhát az Alföldről érkezőknek. 1760-ban három unitus és tizenegy ortodox papi személyt és 206 ortodox családot írtak össze belőle. Az uradalom 1764-ben Bethlen Gáboré lett és az ő utódai bírták a 19. század elejéig, de közben és később is egyre aprózódott. Nagyhalmágyot 1777-ben ismét „oppidum”-ként jegyzik. 1784-ben a felkelők megtámadták az uradalom épületeit. 1786-ban 1078 lakosának 55%-a volt jobbágy, 29%-a zsellér, 6%-a nemes és kilenc pap. 1843-ban a vármegyei rendek egyesítették szerény ortodox és római katolikus iskoláját és egy két tanítós (egyik román, a másik magyar), megyei fenntartású iskolát hoztak létre. 1845-ben Körösbánya mellett itt létesült elsőként postahivatal Zaránd vármegyében. Az 1840-es években két vashámor, 1847–48-ban óvoda is működött benne.
1848. októberében a nagyhalmágyi magyarok Aradra menekültek, majd 21-én megérkeztek az Alexandru Chendi vezette felkelők, és felgyújtották a római katolikus kápolnát. November elején a Gál László vezette honvédek vonultak be, és kivégezték a környéken letartóztatott kilenc román papot. Később a Maros mentére távoztak. Arra a hírre, hogy a román felkelők ismét támadásra készülnek, 1849. február 17-én 650 fővel a városba érkezett Véber János őrnagy, majd február 24-én 2165 fővel (köztük 141 német legionáriussal) Csutak Kálmán is. A magyar erők nagyobbik része március 2-án Petrisre indult a Maros mentén előretörő román határőrök és felkelők ellen, Nagyhalmágyon 660 fő maradt Sántha György zarándi kormánybiztos vezénylete alatt. A 8-án visszaérkező Csutak, aki tudta, hogy indulását azonnal jelzik a felkelőknek, színleg többször elhagyta a várost, mielőtt valóban elindult volna Körösbánya és Brád ellen. Március 16-án ideérkezett Hatvani Imre szabadcsapatának két százada, majd áprilisban itt állomásozott Csanády István szabadcsapata. Május 21-én elfoglalták a román felkelők, és 25–27-én felgyújtották az uradalom épületeit. Csanády őrnagy ezer fős egysége június 9-én, háromórás csatában megvert egy felkelő csapatot. Június 22-én a honvédek ismét feladták és Jószásra vonultak vissza, 29-én ismét elfoglalták, majd július 2-án újra visszavonultak, ezúttal Vaskoh felé. December 15-én császári katonák a piacon letartóztatták Avram Iancut, de az összegyűlt tömeg kiszabadította.

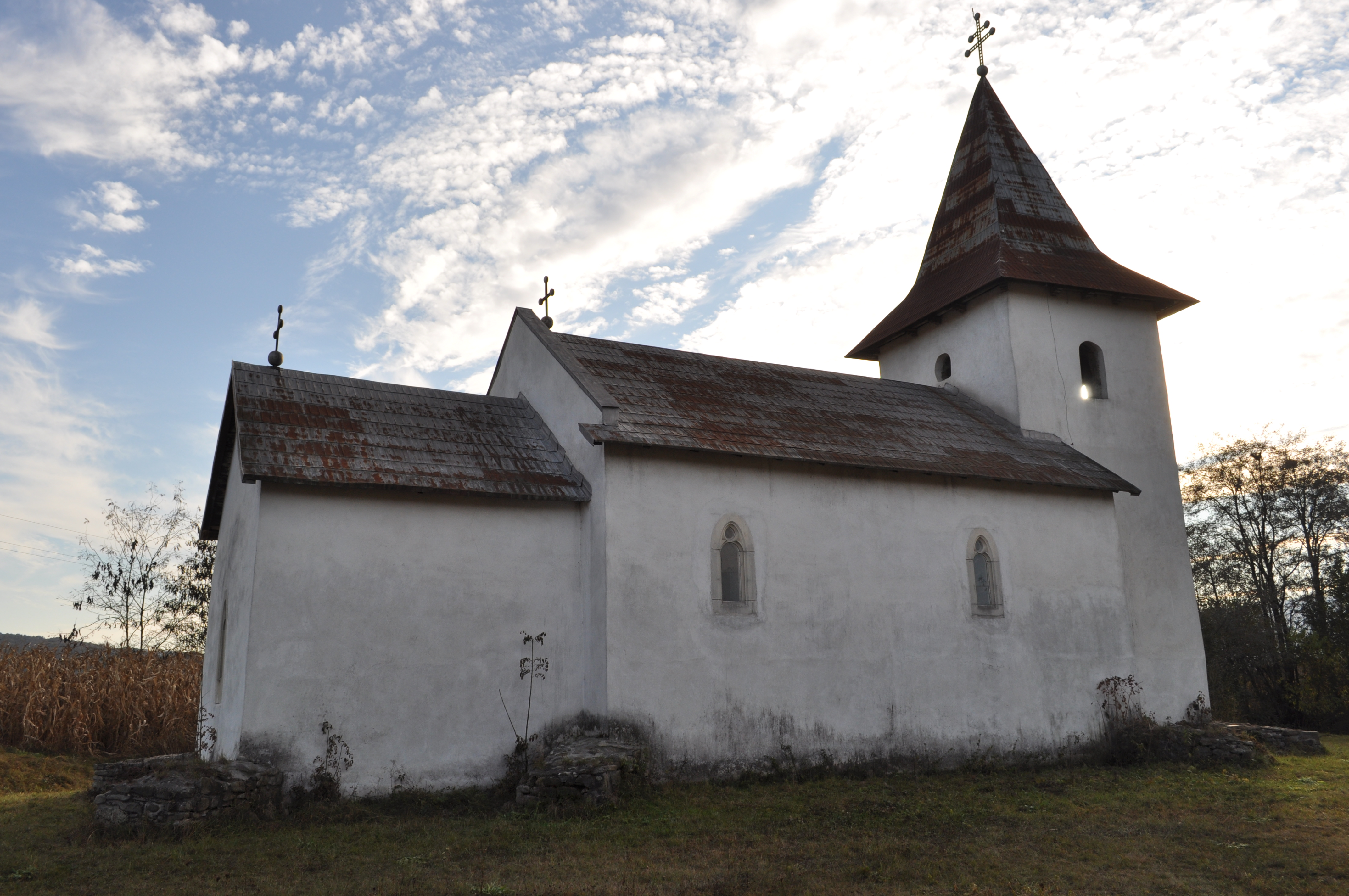

Elöljáróságán 1863-tól Zaránd vármegye 1876-os feloszlatásáig a román volt a hivatalos nyelv. Választókerületét 1865-től 1878-ig Sigismund Borlea képviselte, majd 1878-ban a választókerület székhelyét áthelyezték Jószáshelyre. A 19. század második felében már évi öt országos vásárt tartottak benne. Ezek közül külön híre volt a nagyböjti időszakba eső Tódor napinak, mert ekkor tartották az úgynevezett csókvásárt. A farsang idején férjhez ment fiatal menyecskék Nagyhalmágyról és hat környező faluból már kora reggel megjelentek a vásártéren, ahol teketóriázás nélkül megcsókolták a szemük elé kerülő ismerősöket és rokonokat, sőt az idegeneket is, ha meggyőződtek a szíves fogadtatásról. A férfiak pénzzel viszonozták a csókot.
1893-ban fölavatták a vasútállomást, amely 1895-től Gurahonccal, 1896-tól Bráddal kötötte össze. A vonalat az Aradi és Csanádi Egyesült Vasutak működtette. A főszolgabíró 1889-ben községi magyar tannyelvű iskolát szervezett, majd 1893-ban állami (magyar) óvoda nyílt. Régi zsinagógája 1897-ben leégett, helyette 1915-re közadakozásból új épült. Határa a 20. század elején csak nehezen és nem mindig termelte meg a szükségletet gabonából és más terményekből, lakói eladásra borjakat neveltek. 1909-ben alapították első fűrészüzemét. Bennszülött almafajtája a sárga, téli halmágyi alma.
1918. november 3-án a leszerelt katonák feldúlták az élelmiszerboltokat, a dohánytőzsdét és a hivatalokat. A két világháború között mozi működött benne. Az állam, főként a helyi munkaerő lekötése céljából 1977-ben fehérneműgyárat hozott létre. Az üzem 1988-ban kétszáz munkást foglalkoztatott, de 1992-ben bezárt.

## Látnivalók

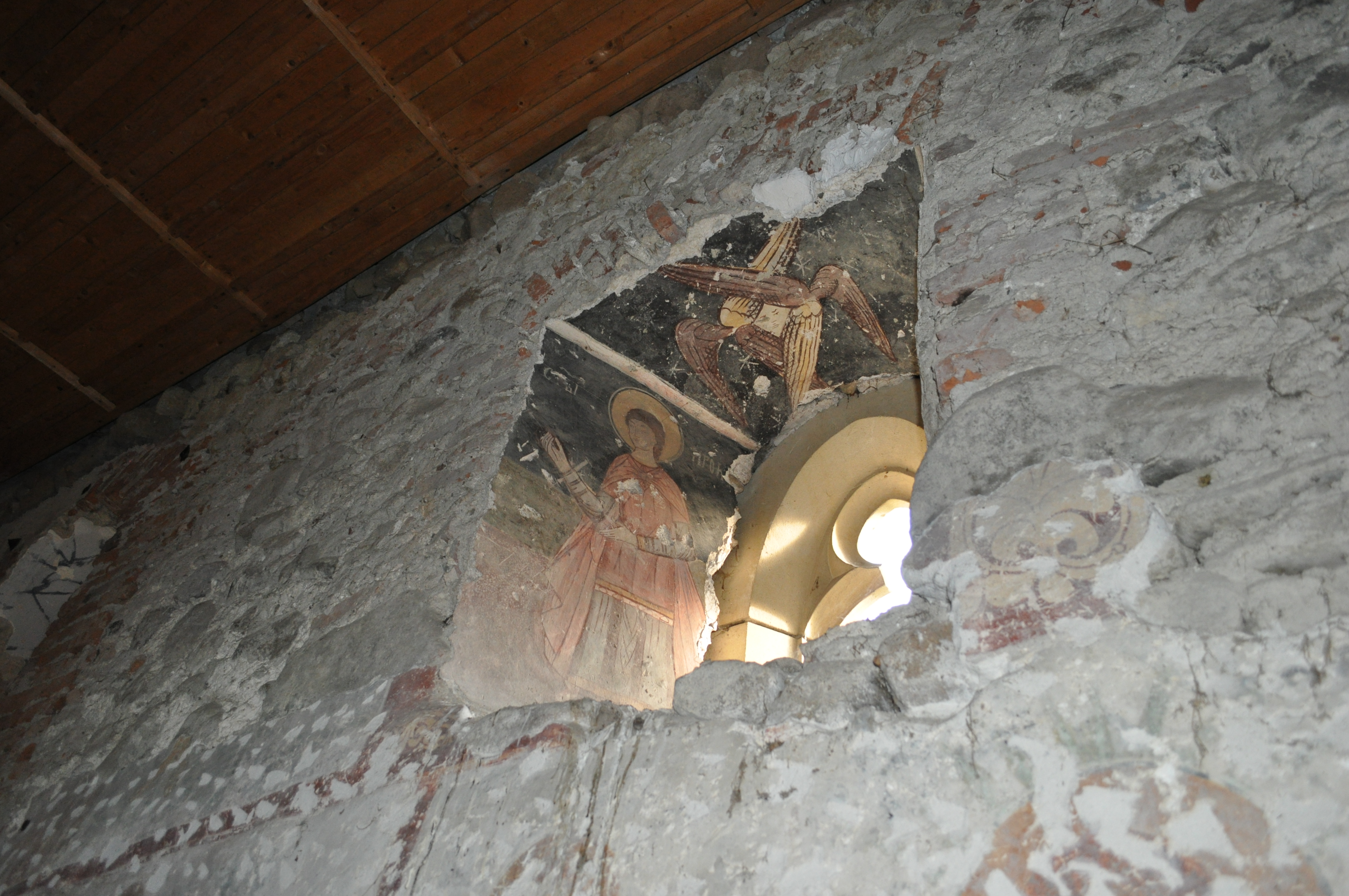

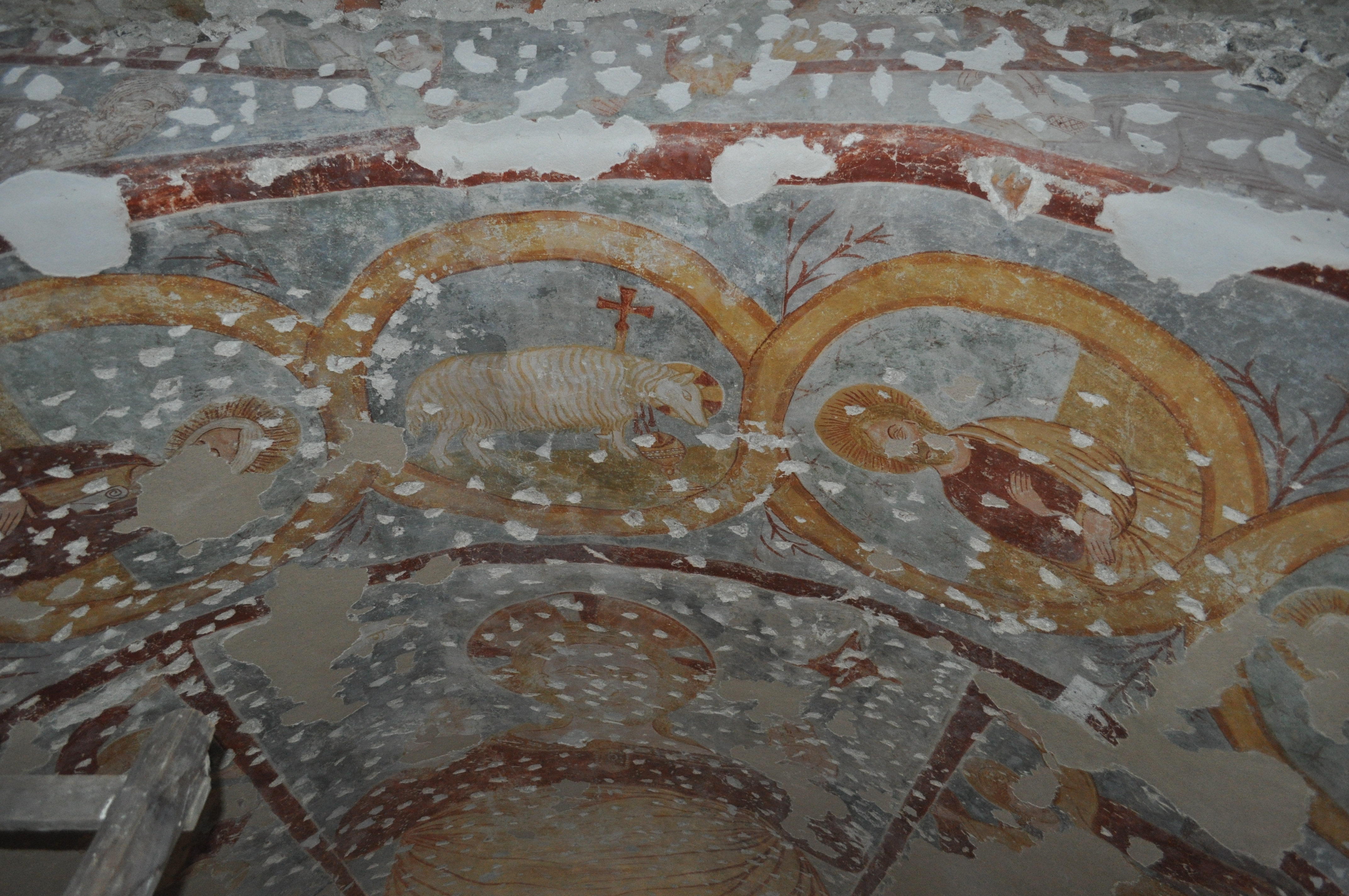

- A részleteiben gótikus, négyszögű apszisú Istenszülő elszenderülése (korábbi titulusa szerint Szent Miklós) ortodox (volt görögkatolikus) templomot mai formájában a helyi Moga család építtette 1440 körül. (A hajó keleti falának ószláv nyelvű felirata szerint „újíttatott Moga zsupán és testvérbátyja által”.) A hajó nyugati falán és az apszisban a következő, a 15. század második felében készült freskótöredékek maradtak fenn: az apszis boltozatán áldás osztó Krisztus, a középső medalionban Isten báránya, a nyugati apszisban a kis Jézus paténán. A nyugati falon az Angyali üdvözlet részletei, felette Jézus keresztelése, italizáló bizánci stílusban. Az északi és déli fal freskótöredékei egy másik kéz munkája: ószláv feliratos szentek (Nagy Szent Vazul, Aranyszájú Szent János, Alexandriai Szent Kelemen, Szent Szilveszter, Bertalan apostol és Szent Miklós), a nyugati falon a nagyrészt elpusztult Utolsó ítélet, az északin Trónoló Mária a kis Jézussal és Szent Miklós csodatételei.[6] A templom udvarán látható a település egykori szégyenköve, ahová a vétkeseket ültették. Az aradi ortodox püspök máig a címei között viseli a „nagyhalmágyi” titulust.
- Az ún. Birtul mare ('nagy fogadó') emeletes, barokk épületét (Str. Avram Iancu 36.) a Bethlen család építette saját és az uradalom céljaira a 18. század második felében. Az idők folyamán működött benne kaszárnya, postaállomás, vendéglő és művelődési ház. 1848-ig udvarán állt az 1775-ben emelt római katolikus templom.
- Az egykori erődítések maradványait a főutca több épületében megtaláljuk. A legjelentősebb faltöredék az Ungur család kertjében maradt fenn. Feltételezik továbbá, hogy a görögkatolikus temető felé vezető út mellett nyíló, beomlott alagút is a védművek része volt egykor.
- A barokk Istenszülő születése ortodox templomot 1757–59-ben építették a templom nélkül maradt hívek, Andrija Jakubović kereskedő adományából. (Őt 1766-ban a templomban is temették el.) Falait 1867-ben 80 cm-rel megemelték, ajtó- és ablaknyílásait megnagyobbították. Korábbi zsindelyfedelét 1896-ban bádogra cserélték.[7]
- Az ortodox parókiában (volt postahivatal) berendezett falumúzeum.
- A Sortok-hegyen Bethlen Jozefa (1769–1841) kriptája.
- Egy 19. század elejéről való épületben működött a járásbíróság 1872 és 1952 között.

## Oktatás
- A Moga vajda Iskolacsoport 1981-ben, textilipari líceumként alakult.

## Források

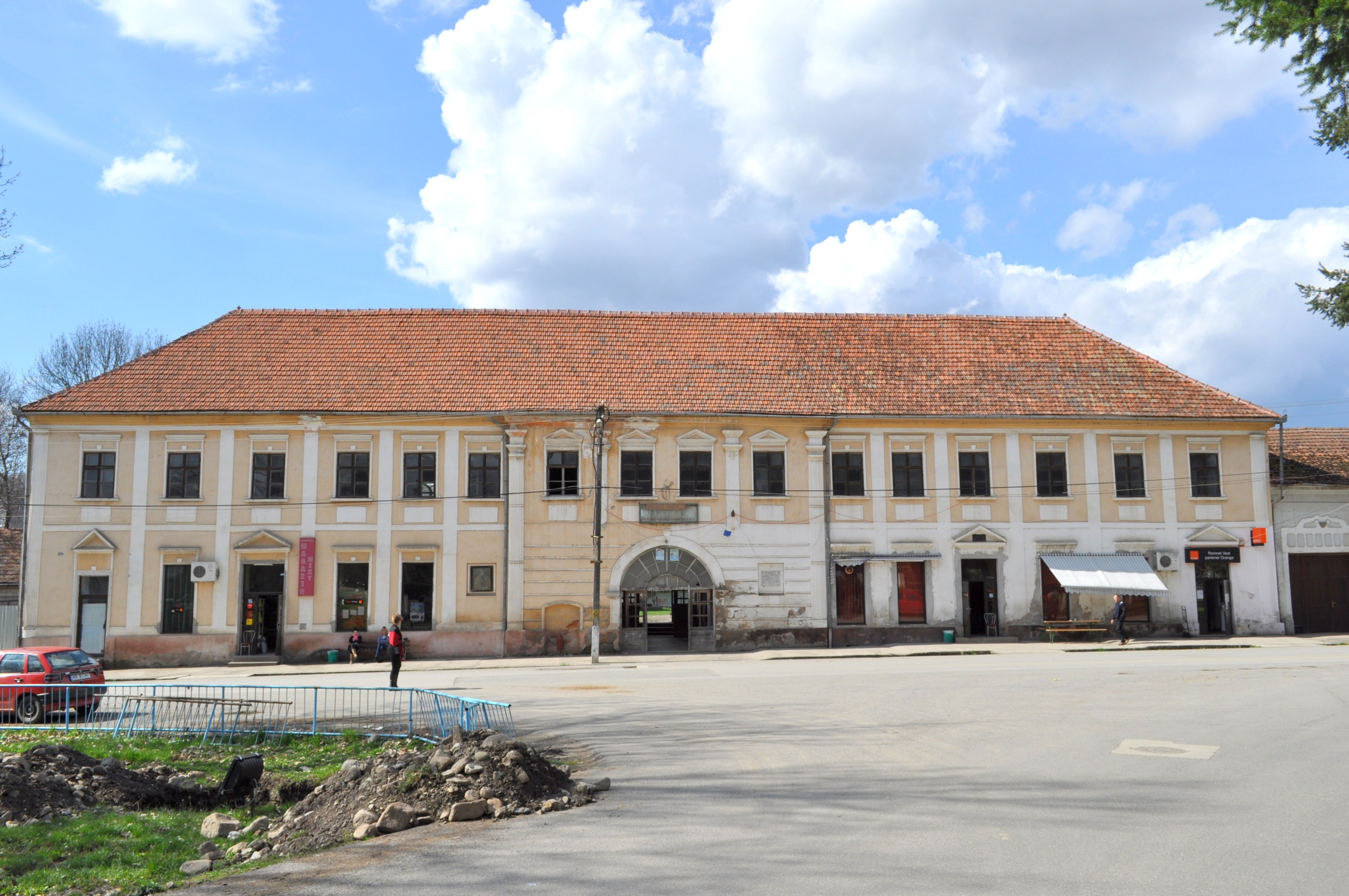
A volt uradalmi központ épülete